# Звейнек, Карл Кришьянович
Карл Кришьянович (Христианович) Звейнек (Звейниекс) — советский военно-морской деятель, инженерный работник, преподаватель, публицист, инженер-капитан 1-го ранга (1940).

## Биография
Родился в латышской семье, из рабочих. Машинный унтер-офицер и машинист эскадренного миноносца. С 1918 машинист и старший машинист эсминца «Инженер-механик Зверев». В 1921 закончил мореходное училище дальнего плавания (в 1930 приравнено к Военно-морскому училищу). В августе 1921 судовой механик тральщика «Инженер-механик Зверев». В сентябре 1923 преподаватель специальных предметов Машинной школы Морских сил Балтийского моря. С декабря 1923 вахтенный механик, с февраля 1924 котельный механик линейного корабля «Парижская Коммуна». С 1924 член ВКП(б). С декабря 1927 старший инженер-механик эсминца «Энгельс». С октября 1929 по июнь 1930 заканчивал электромеханические курсы при ВМИУ им. Дзержинского. Затем назначается старшим инженер-механиком эсминца «Свердлов». С 1 октября 1930 помощник старшего механика линкора «Марат» Морских сил Балтийского моря. С января 1932 исполняющий должность командира, с января 1933 командир электро-механического сектора линкора «Марат». С ноября 1936 флагманский инженер-механик бригады линейных кораблей Краснознамённого Балтийского флота. С марта 1937 помощник командующего Балтфлота. С апреля 1938 начальник 7-го отдела Главного военного порта Краснознамённого Балтийского флота. В ноябре 1938 уволен из рядов Рабоче-Крестьянского Красного Флота. Приказом НКВМФ № 01291 от 16 ноября 1938 уволен по ст. 43-«а». Приказом НКВМФ № 01527 от 7 июня 1939 восстановлен в кадрах, назначен заместителем начальника технического управления Краснознамённого Балтийского флота. С июля 1942 старший преподаватель кафедры корабельных систем ВВМИУ им Ф. Э. Дзержинского. С марта 1943 старший преподаватель кафедры живучести корабля этого же учебного заведения. Оставил мемуары.

### Звания
- Военинженер 1-го ранга (1936).
- Инженер-флагман 3-го ранга (10 февраля 1938);[1][2]
- Инженер-капитан 1-го ранга (8 июня 1940).[3]

### Награды
Награждён орденом Ленина (23.12.1935), орденом Красного Знамени (03.11.1944), орденом Отечественной войны 1-й степени (06.04.1985), медалью «XX лет РККА» (23.02.1938).

## Публикации
- Звейнек К. К. Ремонт судовыми средствами, 1935.[4]